# 比利亚瓦鲁斯德坎波斯
比利亚瓦鲁斯德坎波斯，是西班牙卡斯蒂利亚-莱昂巴利亚多利德省的一个市镇。总面积17平方公里，总人口37人（2001年），人口密度2人/平方公里。